# Lloyd Aéreo Boliviano
Lloyd Aéreo Boliviano, abgekürzt LAB, war eine bolivianische Fluggesellschaft mit Sitz in Cochabamba.

## Geschichte
Die Lloyd Aéreo Boliviano S.A. (LAB) wurde am 15. September 1925 gegründet. Sie war 2010 somit die älteste, noch bis dahin unter ihrem Gründungsnamen operierende lateinamerikanische Airline. Dies konnte zuvor die kolumbianische Avianca für sich beanspruchen, die jedoch Anfang des neuen Jahrtausends in Konkurs ging und nun nach jahrelanger Unterbrechung als New Avianca wieder fliegt.

### Erste Jahre
Im Juli 1925 trafen Vertreter der South American Junkers Mission, einer Vertriebstochter des Junkers Flugzeugwerks, mit einer Junkers F 13 in Bolivien ein. Vorher hatten diese die Maschine bereits in Argentinien erfolgreich vorgeführt. Auch in Bolivien erwies sich die Junkers F 13 als Attraktion – unter anderem am 5. August 1925 während der Feiern zum 100. Jahrestag der Unabhängigkeit Boliviens in Sucre, der konstitutionellen Hauptstadt. Die deutsche Gemeinde in Bolivien, welche schon länger mit der schlechten Infrastruktur unzufrieden war, zeigte sich äußerst beeindruckt von dem Flugzeug. So wurde am 15. September 1925 die Lloyd Aéreo Boliviano (LAB) gegründet und der Junkers-Mission die Vorführmaschine abgekauft. Am 24. Dezember 1925 begann der reguläre Flugbetrieb zwischen Cochabamba und Santa Cruz mit der auf den Namen El Oriente getauften Junkers F 13. Durch eine Regierungsbeteiligung konnte LAB schon nach kurzer Zeit drei weitere F 13 erwerben. Allerdings brachten Abstürze und nicht mehr einsatzfähige Flugzeuge das Unternehmen bald in Schwierigkeiten. Junkers entsandte Hilfe nach Südamerika und beteiligte sich auch finanziell an LAB. So war es dieser möglich, die größere Junkers W 34 zu kaufen. Im Jahr 1930 nahm die LAB mit der W34 einen Luftpostdienst vom bolivianischen Regierungssitz La Paz nach Corumbá in Brasilien auf. Von dort flog die Syndicato Condor, eine Tochter der Lufthansa, weiter nach Rio de Janeiro.

### Chaco-Krieg

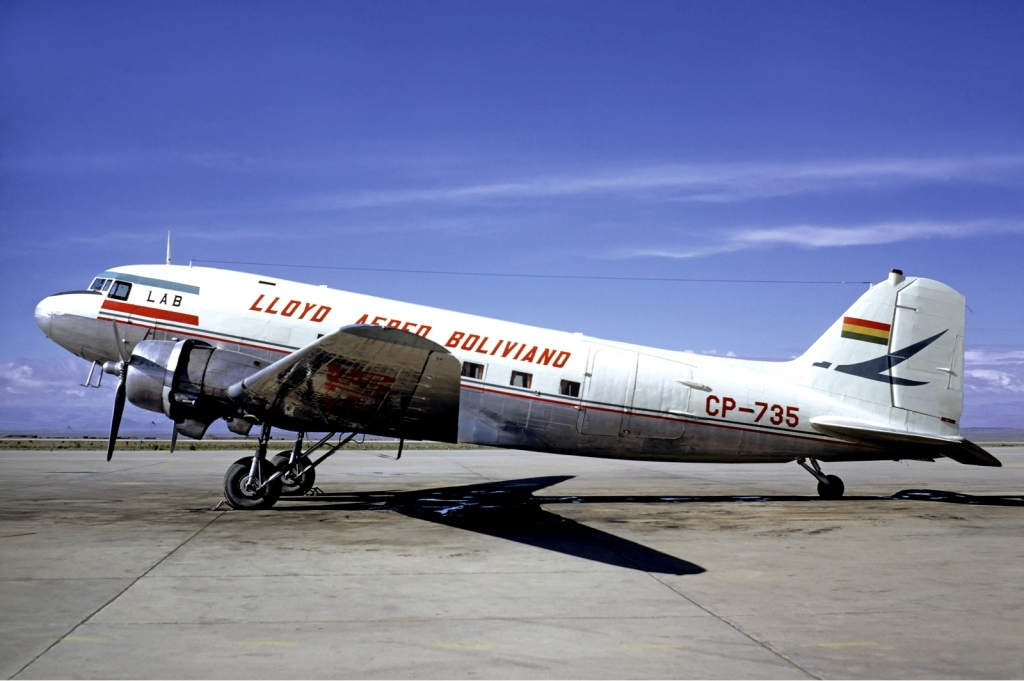
LAB Douglas DC-3 CP-735 (1972)

Im Jahr 1932 beschaffte LAB mit einer Ford AT-5 Trimotor, welche nach wenigen Monaten verloren ging, sowie einer Junkers Ju 52/3m für bis zu 16 Passagiere die ersten mehrmotorigen Flugzeuge. Außerdem stellte der bolivianische Staat der LAB zwei weitere Junkers Ju 52/3m zur Verfügung, im Gegenzug leistete die LAB mit ihren Flugzeugen Logistikunterstützung im Krieg gegen Paraguay um das El-Chaco-Gebiet (Chacokrieg von 1932 bis 1935). Nachdem der Krieg für Bolivien mit einer Niederlage endete, übergab der Staat im Jahr 1935 die zwei Ju 52/3m endgültig der LAB und erhielt dafür eine 48-prozentige Beteiligung.
Im Jahr 1936 bestand die Flotte der LAB aus insgesamt 11 Flugzeugen: drei Junkers F 13, zwei Junkers W 33, zwei Junkers W 34, einem Flugboot Sikorsky S-38B sowie drei Junkers Ju 52/3m.

### Verstaatlichung und Beginn des Düsenzeitalters

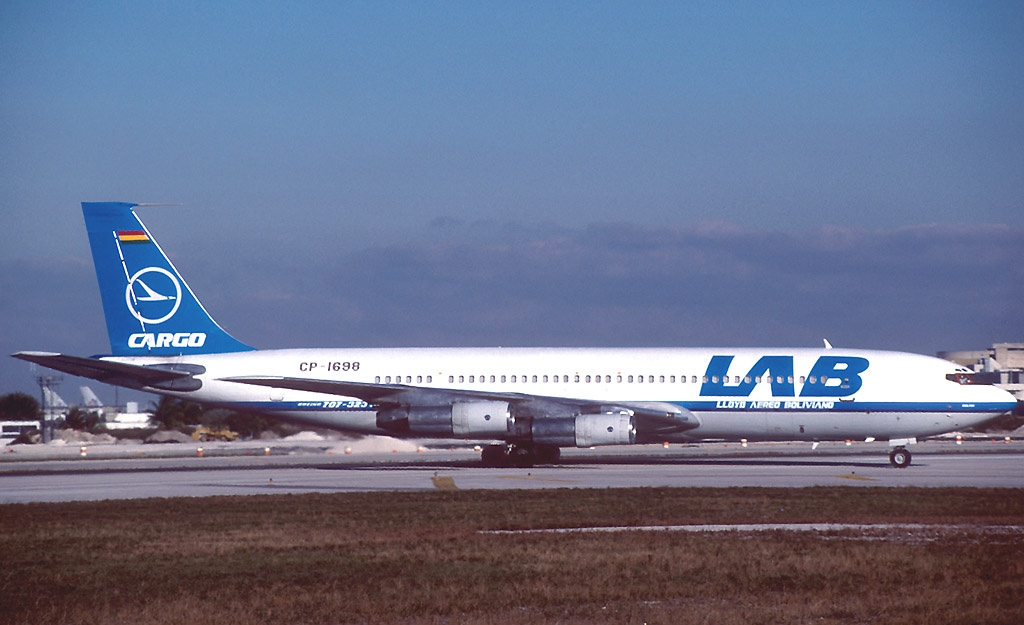
LAB Boeing 707 CP-1698 (Miami, 1997)

Am 14. Mai 1941 erwarb der Staat die Aktienmehrheit der finanziell stark angeschlagenen LAB, um sie zu stabilisieren. Dies gelang, und den 1950er Jahren konnte die LAB erfolgreich expandieren. 1968 entschied sich die LAB für den Einstieg ins Düsenzeitalter und bestellte Jets vom Typ Boeing 727. Die erste Boeing 727-100 (CP-861) wurde 1970 ausgeliefert und in Dienst gestellt. In den 1970ern konnte die LAB ihr Streckennetz mit den neuen Jets ausbauen und Nonstop-Verbindungen nach Rio de Janeiro, Sao Paulo, Buenos Aires und Chile aufnehmen.

### Privatisierung
Im Rahmen der neoliberalen Wirtschaftspolitik ab Ende der 1980er Jahre wurden die meisten staatlichen Großbetriebe teil-privatisiert („kapitalisiert“), wobei der Staat die Aktienmehrheit an private Investoren veräußerte und nur Minderheitsbeteiligungen behielt, um die Unternehmen weiterhin zu kontrollieren und mit Dividenden am unternehmerischen Erfolg teilzunehmen und die Rentenkasse zu finanzieren.
1995 übernahm die brasilianische VASP 50 % der Aktien und die Betriebsführung. Die Farbgebung der LAB-Maschinen wurde optisch an die der VASP angeglichen. Nach wenigen Jahren wurde deutlich, dass die finanziell angeschlagene VASP systematisch Kapital aus der LAB abzog und sie finanziell an den Rand des Ruins brachte. Im Dezember 2001 wurde der Aktienanteil der VASP unter politischem Druck der bolivianischen Regierung an den bolivianischen Unternehmer Ernesto („Tito“) Asbún Gazaui verkauft, der auch die Geschäftsführung übernahm. LAB war wieder ein rein bolivianisches Unternehmen.

### Finanzieller Niedergang
Anfang Februar 2006 traten die Piloten der LAB in einen Streik, da sie seit Monaten keine Gehälter mehr erhalten hatten. Nach 9 Tagen Streik wurde die LAB für 90 Tage unter provisorische staatliche Zwangsverwaltung gestellt, um den Flugbetrieb wieder anlaufen zu lassen. Hierdurch sollten die wirtschaftlichen Schäden für gestrandete Reisende und der entstehende Imageschaden für Bolivien im Ausland begrenzt werden.
Der Zwangsverwalter stellte eine kritische finanzielle Situation fest:
- LAB war mit den Raten für ihre geleasten Flugzeuge erheblich im Rückstand. Ende Februar 2006 ließ die Aviation Capital Group zwei geleaste Boeing 727-200 pfänden, Ende März 2006 erwirkte auch die Pegasus Aviation die Pfändung ihrer beiden Boeing 767, woraufhin LAB ihren Inlandsflugverkehr einschränken und die Flüge nach Madrid ganz einstellen musste.

- Die staatliche Rentenkasse Boliviens gab bekannt, dass LAB seit Jahren keine Sozialbeiträge mehr abgeführt hatte und drohte wegen der Rückstände in Millionenhöhe ebenfalls, die verbleibenden Flugzeuge zu pfänden.

- LAB war mit den Mitgliedsbeiträgen bei der IATA in Rückstand, weswegen sie aus dem Buchungs- und Abrechnungssystem der IATA ausgeschlossen wurde.

Die staatliche Zwangsverwaltung wurde vom Obersten Gerichtshof für ungültig erklärt und aufgehoben. Da hierdurch die provisorischen staatlichen Garantien wegfielen, wurde LAB zahlungsunfähig, gleichzeitig streikte die Belegschaft gegen den Geschäftsführer Asbún, dessen Misswirtschaft sie für die Krise des Unternehmens verantwortlich machen. Asbún bot schließlich an, seine Aktien zu verkaufen.
Danach versuchte die Regierung zusammen mit Lufthansa Consulting ein Umstrukturierungs- und Sanierungskonzept für die LAB zu erarbeiten, während ein sehr eingeschränkter Flugverkehr (Ende Juni 2006 verfügte LAB nur noch über zwei betriebsbereite Flugzeuge) aufrechterhalten wurde.
Dieses Konzept war nicht erfolgreich. Zum April 2007 kulminierte die schleichende Insolvenz in der Festnahme dreier Geschäftsführer, Franklin Taendler, Luis Durán und Fernando Rocha. Ihnen wurde Betrug vorgeworfen, sie sollen Tickets für drei Flüge nach Madrid verkauft haben, obwohl nur einer geplant war. Zwischen Ende 2007 und Anfang 2008 waren fast alle Flüge der LAB bis auf weiteres eingestellt, nur einige wenige Charterflüge wurden geleistet, danach wurden keine Flüge mehr durchgeführt. Im Jahr 2010 wurde die Fluglizenz entzogen.
Im Jahr 2018 war optimistisch vermeldet worden, die Gesellschaft sei bereit, den Flugbetrieb wieder aufzunehmen. Die Boeing 727-200 mit dem Luftfahrzeugkennzeichen CP-1366 sei bereit, ab April zu fliegen, dazu seien zwei weitere Flugzeuge vorhanden. Die Gesellschaft sei nie bankrott gewesen. LAB beklagte sich zudem, andere Gesellschaften würden Areale am Flugplatz nutzen, welche ihr Eigentum seien.

## Ziele
LAB betrieb mit ihrer Flotte neben einem inländischen Streckennetz internationale Verbindungen in die Nachbarländer Argentinien, Brasilien, Chile und Peru sowie nach Kolumbien, Mexiko, Panama, Venezuela, in die USA (Miami, Washington DC) und nach Spanien (Madrid).

## Flotte

### Flotte bei Betriebseinstellung
Im Dezember 2010 bestand die Flotte der LAB aus vier Flugzeugen:
- 4 Boeing 727-200 (2 betrieben für Fuerza Aérea Boliviana; 2 abgestellt in Cochabamba)

(Teilweise waren die B727-200 mit Winglets ausgestattet)

### Zuvor eingesetzte Flugzeuge
Im Laufe ihres Bestehens flog die Gesellschaft u. a. auch:
- Airbus A310
- Boeing B-17
- Boeing 707
- Boeing 727-100, -200
- Boeing 737
- Boeing 767
- Consolidated C-87 Liberator Express
- Curtiss C-46 Commando
- Douglas DC-3/C-47
- Douglas DC-4
- Douglas DC-6
- Fairchild F-27
- Fairchild Hiller FH-227
- Fokker F-27
- Grumman Goose
- Junkers Ju 52/3m
- Junkers Ju 86
- Lockheed Lodestar
- Lockheed L-188 Electra
- Sikorsky S-38

## Zwischenfälle
Seit 1945 kam es bei LAB zu 32 Totalverlusten von Flugzeugen; bei 15 davon wurden insgesamt 359 Menschen getötet. Beispiele:
- Am 26. Oktober 1932 stürzte eine Ford 5-AT-D Tri-Motor der Lloyd Aéreo Boliviano nahe Villamontes ab. Das Flugzeug befand sich auf einem Frachtflug. Beide Insassen kamen ums Leben.[13]

- Am 17. Januar 1936 stürzte eine Junkers Ju 52/3mce der Lloyd Aéreo Boliviano nahe dem Ausgangsflughafen in Cochabamba ab. Alle 13 Insassen starben.[14]

- Am 15. Dezember 1937 stürzte eine Junkers Ju 52/3mce der Lloyd Aéreo Boliviano (Luftfahrzeugkennzeichen CB-18) nahe Sorata ab. Das Flugzeug befand sich auf dem Weg von La Paz nach Apolo. Alle acht Insassen starben.[15]

- Am 4. November 1940 kollidierte eine Junkers Ju 52/3mbe der Lloyd Aéreo Boliviano (CB-17) nahe Rincón del Tigre (Provinz Germán Busch) bei schlechtem Wetter mit Bäumen und stürzte ab. Sie war auf dem Weg von Roboré nach Puerto Suárez gewesen und durch starke Winde von der geplanten Route abgekommen. Das Wrack wurde erst im Januar 1942 gefunden. Alle 14 Insassen starben.[16]

- Am 10. August 1949 wurde eine Curtiss C-46A-60-CK Commando der Lloyd Aéreo Boliviano (CB-37) am Flughafen Rurrenabaque (Bolivien) irreparabel beschädigt. Über Personenschäden ist nichts bekannt.[17]

- Am 28. August 1949 wurde eine Douglas DC-3/C-47 der Lloyd Aéreo Boliviano (CB-33), die auf dem Flughafen Cochabamba (Bolivien) geparkt war, während innerer Unruhen bombardiert und irreparabel beschädigt. Personen kamen nicht zu Schaden.[18]

- Am 24. April 1950 wurde eine Curtiss C-46 Commando der Lloyd Aéreo Boliviano (CB-51) am Flughafen Cochabamba (Bolivien) irreparabel beschädigt. Die beiden Besatzungsmitglieder, die einzigen Insassen auf dem Flug, überlebten den Unfall.[19]

- Am 2. Oktober 1950 wurde eine Curtiss C-46 Commando der Lloyd Aéreo Boliviano (CB-38) in der Laguna Anteojos o Azar (Bolivien) irreparabel beschädigt. Über Personenschäden ist nichts bekannt.[20]

- Am 1. Januar 1951 verunglückte eine Douglas DC-3/C-47A-DL der Lloyd Aéreo Boliviano (CB-31) am Flughafen La Paz/El Alto, Bolivien. Die Maschine wurde irreparabel beschädigt; über Personenschäden ist nichts bekannt.[21]

- Am 29. Juli 1951 streifte eine Curtiss C-46A-10-CU Commando der brasilianischen Loide Aereo Nacional (CB-39) nach dem Abheben vom Flughafen Cochabamba Bäume und stürzte ab. Die Maschine befand sich auf dem Überführungsflug vom vorherigen Besitzer, der bolivianischen Lloyd Aéreo Boliviano, und trug deshalb noch das bolivianische Kennzeichen. Alle drei Crewmitglieder und vier Passagiere kamen ums Leben.[22]

- Am 3. November 1953 kollidierte eine Douglas DC-3-314 der Lloyd Aéreo Boliviano (CP-600) nahe Tarabuco mit einem Berg. Das Flugzeug befand sich auf dem Weg von Camiri nach Sucre. Alle 28 Insassen starben.[23]

- Am 5. September 1955 kollidierten eine Boeing B-17G (CP-597) und eine Douglas DC-3/C-49E (CP-572) (beide Lloyd Aéreo Boliviano) in der Luft nahe Cochabamba. Die DC-3 konnte in Trinidad notlanden, keiner der Insassen kam zu Schaden. Die B-17 stürzte ab. Alle drei Insassen dieses Frachtfluges kamen ums Leben.[24][25]

- Am 21. September 1955 wurde eine Boeing B-17F der Lloyd Aéreo Boliviano (CP-570) auf dem Flughafen La Paz-El Alto (Bolivien) irreparabel beschädigt. Die Maschine war für einen Frachtflug eingesetzt. Über Personenschäden ist nichts bekannt.[26]

- Am 25. August 1956 stürzte eine Douglas DC-3/C-47D der Lloyd Aéreo Boliviano (CP-605) im Landeanflug auf den Flughafen El Alto aufgrund des Verlusts eines Propellers ab. Von den drei Insassen dieses Frachtfluges kamen zwei ums Leben.[27]

- Am 18. März 1957 kollidierte eine Douglas DC-3/C-53 der Lloyd Aéreo Boliviano (CP-535) nahe Sayari (Departamento Cochabamba) mit einem Berg. Das Flugzeug befand sich auf dem Weg von Cochabamba nach Oruro, als es 66 Kilometer nordöstlich des Zielflughafens Oruro verunglückte. Alle 19 Insassen starben.[28]

- Am 29. Dezember 1958 wurde eine Boeing B-17F der Lloyd Aéreo Boliviano (CP-579) bei der Zinnmine Uncía (Bolivien) irreparabel beschädigt. Über Personenschäden ist nichts bekannt.[29]

- Am 31. Dezember 1959 stürzte eine Douglas DC-3/C-47A-70-DL der Lloyd Aéreo Boliviano (CP-584) kurz nach dem Start vom Flughafen von San José de Chiquitos ab. Alle elf Insassen starben.[30]

- Am 5. Februar 1960 stürzte eine Douglas DC-4 der Lloyd Aéreo Boliviano (CP-609) kurz nach dem Start vom Flughafen Cochabamba (Bolivien) in eine Lagune 15 Kilometer südlich des Startflughafens. Nach Meldungen hatte ein Triebwerk Feuer gefangen. Alle 59 Insassen, 4 Besatzungsmitglieder und 55 Passagiere, kamen ums Leben.[31]

- Am 21. August 1962 stürzte eine Douglas DC-3/C-47B-1-DL der Lloyd Aéreo Boliviano (CP-536) nahe dem Flughafen Cochabamba ab. Das Flugzeug befand sich auf einem Testflug, der auf einen Wartungscheck folgte. Von den fünf Insassen kamen vier ums Leben.[32]

- Am 15. März 1963 kollidierte eine Douglas DC-6B der Lloyd Aéreo Boliviano (CP-707) auf Flug 915 bei schlechtem Wetter mit dem 6074 m hohen Berg Chachacomani (Bolivien). Die Piloten waren auf einem Sichtflug und flogen dennoch unter Instrumentenflugbedingungen. Durch diesen CFIT (Controlled flight into terrain) wurden alle 39 Insassen getötet.[33]

- Am 4. Februar 1964 stürzte eine Douglas DC-3/C-47A-65-DL der Lloyd Aéreo Boliviano (CP-568) kurz nach dem Start vom Flughafen von Yacuiba ab. Von den 29 Insassen kamen zwei ums Leben.[34]

- Am 3. August 1966 kollidierte eine Curtiss C-46D-15-CU Commando der Lloyd Aéreo Boliviano (CP-730) mit einem Berg. Das Flugzeug befand sich auf dem Weg von Riberalta nach Cochabamba. Das Wrack wurde erst nach zwölf Tagen entdeckt. Alle drei Insassen dieses Frachtfluges kamen ums Leben.[35]

- Am 26. September 1969 kollidierte eine Douglas DC-6B der Lloyd Aéreo Boliviano (CP-698) in einer Höhe von ungefähr 4.700 Metern (15.500 Fuß) mit dem Berg Choquetanga (Quimsa Cruz), 176 Kilometer südöstlich von La Paz (Bolivien). Das Flugzeug war auf dem Weg von Santa Cruz de la Sierra zum Flughafen La Paz. An Bord befanden sich 16 Teammitglieder der Fußballmannschaft Club The Strongest. Alle 74 Insassen starben, fünf Besatzungsmitglieder und 69 Passagiere.[36]

- Am 16. Dezember 1971 wurde eine Fairchild F-27M der Lloyd Aéreo Boliviano (CP-862) auf dem Weg von Sucre nach La Paz entführt. Der Entführer forderte nach Chile geflogen zu werden. Die Forderung wurde nicht erfüllt – das Flugzeug wurde zum Flughafen Cochabamba umgeleitet. Dort wurde die Maschine gestürmt und der Entführer verhaftet. Bei der Stürmung kamen zwei Insassen, ein Crewmitglied und ein Passagier, ums Leben.[37]

- Am 13. Oktober 1976 hob eine Boeing 707-131F der US-amerikanischen Jet Power (N730JP), geleast durch Lloyd Aéreo Boliviano, vom Flughafen Santa Cruz-El Trompillo zu einem Frachtflug nach Miami ab. Nach einem außergewöhnlich langen Startlauf hob die Maschine am Ende der Startbahn nur langsam ab, streifte Bäume und Hausdächer, stürzte auf ein Spielfeld und fing Feuer. Bei dem Unfall starben die dreiköpfige Besatzung sowie 88 Personen am Boden, weitere 78 wurden schwer verletzt. Die Unfalluntersuchungen wurden dadurch erschwert, dass der Flugdatenschreiber defekt war. Die Unfallursache war, dass die für einen sicheren Start notwendige Beschleunigung nicht erreicht wurde; ein beitragender Faktor war Übermüdung der Besatzung (siehe auch Flugunfall einer Boeing 707 in Santa Cruz).[38]

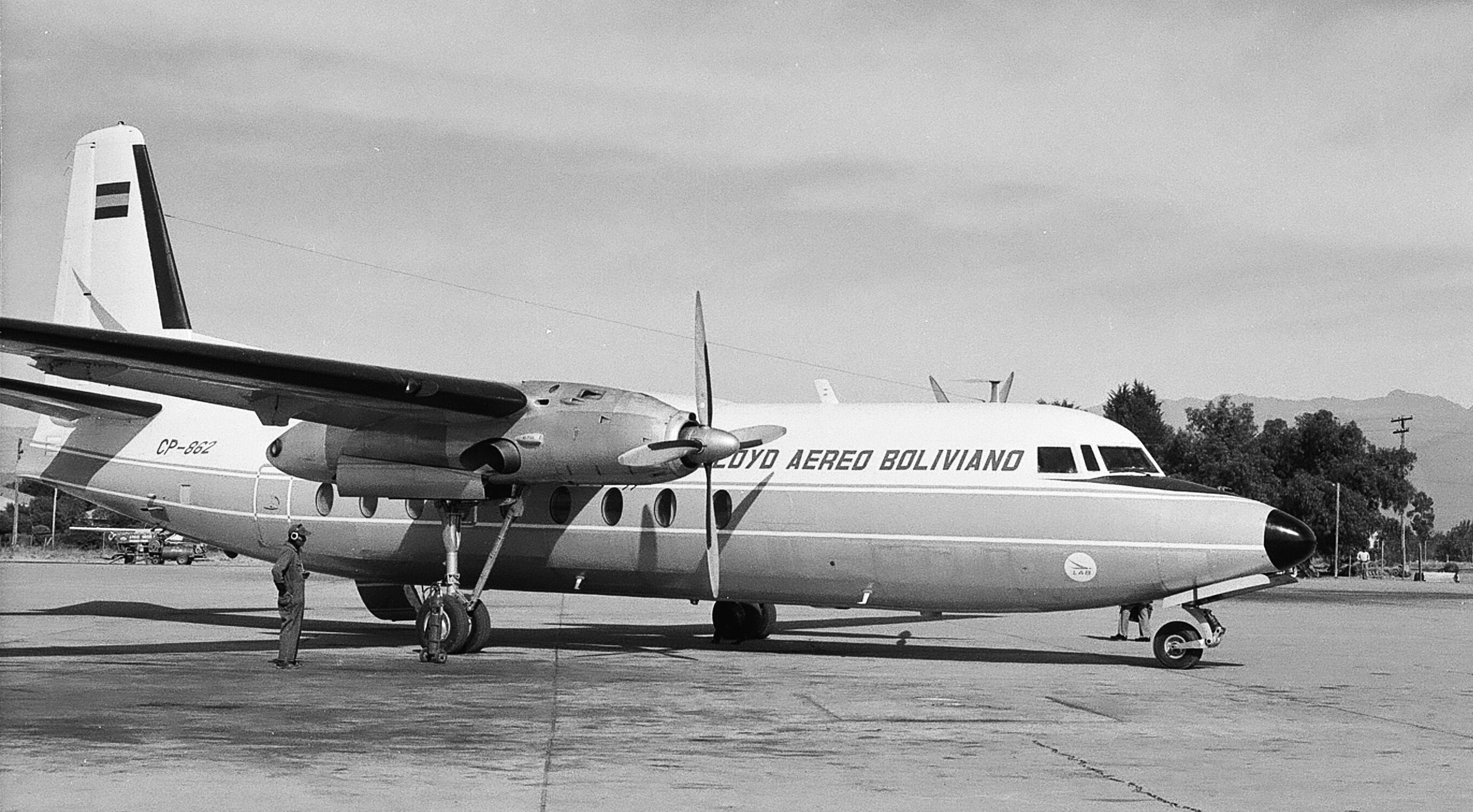
Die 1984 verunglückte Fairchild F-27 CP-862, Cochabamba 1975

- Am 2. Juni 1980 kollidierte eine Fairchild F-27J der Lloyd Aéreo Boliviano (CP-1117) im Landeanflug auf den Flughafen von Yacuiba mit der Serranía Tapecua. Alle 13 Insassen starben.[39]

- Am 16. März 1984 stürzte eine Fairchild F-27M der Lloyd Aéreo Boliviano (CP-862) in den Dschungel. Das Flugzeug befand sich auf dem Weg von Trinidad nach San Borja. Alle 23 Insassen starben.[40]

- Am 23. Januar 1985 explodierte an Bord einer Boeing 727-200 der Lloyd Aéreo Boliviano (CP-1276) ein Sprengsatz auf einer Toilette. Der Passagier, der den Sprengsatz in einer Brieftasche an Bord gebracht hatte, kam ums Leben. Das Flugzeug konnte anschließend sicher in Santa Cruz de la Sierra gelandet werden. Die anderen 126 Insassen kamen nicht zu Schaden.[41]